# Lligordà
Lligordà és un dels quatre pobles que conformen el municipi de Beuda, a l'Alta Garrotxa. El poble està situat a la part de migdia del terme municipal, al vessant meridional de la muntanya del Mont, a prop de la Riera de Capellada. L'antic terme d'aquest poble limita al nord amb l'antic de Beuda, a llevant amb el de Maià, a migdia amb el de Besalú, i a l'oest amb el de Palera.
Aquest poble va ser incorporat al municipi de Beuda el 1846, juntament amb Segueró i Palera, fruit de la política de reducció de municipis amb poca població.
El nucli principal d'aquest terme de població disseminada és situat al voltant de l'església romànica de Sant Pere. Una de les principals cases de pagès n'és Can Maolà, una masia fortificada en època moderna.
Sant Pere de Lligordà ve citada documentalment l'any 1079, quan el vescomte de Bas i la seva esposa Ermessendis la donaren al monestir de Sant Joan les Fonts. El nom del lloc, unit amb el del temple, ve documentat com "Longordani" (1079), "Longorzano" (1106), "Longordano" (1175), "Lugurciano (1178), "Ligurciano (1231) i "Lligordano" (1362), fins a convertir-se més endavant en Lligordà.Sant Pere de Lligordà ve citada documentalment l'any 1079, quan el vescomte de Bas i la seva esposa Ermessendis la donaren al monestir de Sant Joan les Fonts. L'actual temple, és del segle xii. El nom del lloc, unit amb el del temple, ve documentat com "Longordani" (1079), "Longorzano" (1106), "Longordano" (1175), "Lugurciano (1178), "Ligurciano (1231) i "Lligordano" (1362), fins a convertir-se més endavant en Lligordà.